# Großohrenbronn
Großohrenbronn ist ein Gemeindeteil des Marktes Dentlein am Forst im Landkreis Ansbach (Mittelfranken, Bayern). Großohrenbronn liegt in der Gemarkung Dentlein am Forst.

## Geographie
Das Pfarrdorf Großohrenbronn bildet mit dem westlich gelegenen Erlmühle eine geschlossene Siedlung. Es fließen zwei Nebenbäche des Leitenbachs durch den Ort. Im Osten grenzt der Burker Wald an, im Süden das Waldgebiet Saulach. Die Kreisstraße AN 52 führt an Zinselhof und Kleinohrenbronn vorbei nach Dentlein (1,8 km nordwestlich) bzw. nach Burk zur Staatsstraße 2248 (3 km östlich).

## Geschichte
Großohrenbronn lag im Fraischbezirk des ansbachischen Oberamtes Feuchtwangen. 1732 bestand der Ort aus 12 Anwesen mit 13 Mannschaften (1 Höflein, 6 Gütlein, 3 Söldenhäuslein, 1 Häuslein mit doppelter Mannschaft, 1 Häuslein). Außerdem gab es noch 1 katholische Kapelle mit Einsiedlerklause und 1 Gemeindehirtenhaus. Das oettingen-spielbergische Oberamt Dürrwangen war Dorf- und Gemeindeherr sowie alleiniger Grundherr sämtlicher Anwesen. Bis zum Ende des Alten Reiches änderte sich an den Verhältnissen nichts. Von 1797 bis 1808 unterstand der Ort dem Justiz- und Kammeramt Feuchtwangen. 
Mit dem Gemeindeedikt (frühes 19. Jahrhundert) wurde Großohrenbronn dem Steuerdistrikt und der Ruralgemeinde Dentlein zugeordnet.

### Baudenkmäler
- Nähe Schulstraße: Friedhofskreuz, gusseisernes Kruzifix mit Maria, erstes Drittel 20. Jahrhundert[9]
- Schulstraße 31: Katholische Pfarrkirche St. Raphael, moderner Saalbau mit flachem Walmdach und seitlichem Westturm, von Hans Herkommer, 1932/33; mit Ausstattung.[9]

### Einwohnerentwicklung
| Jahr      | 001818 | 001840 | 001861 | 001871 | 001885 | 001900 | 001925 | 001950 | 001961 | 001970 | 001987 | 002003 | 002017 |
| Einwohner | 61     | 146    | 272    | 238    | 256    | 312    | 450    | 661    | 787    | 946    | 835    | 976    | 865    |
| Häuser    | 16     | 28     |        |        | 63     | 72     | 86     | 127    | 159    |        | 230    |        |        |
| Quelle    | [ 11 ] | [ 12 ] | [ 13 ] | [ 14 ] | [ 15 ] | [ 16 ] | [ 17 ] | [ 18 ] | [ 19 ] | [ 20 ] | [ 21 ] | [ 22 ] | [ 1 ]  |

## Religion
Der Ort ist römisch-katholisch geprägt und war ursprünglich nach St. Peter und Paul (Halsbach) gepfarrt, seit der zweiten Hälfte des 19. Jahrhunderts ist die Pfarrkuratie St. Raphael (Großohrenbronn) zuständig. Die Protestanten sind nach St. Ursula (Dentlein am Forst) gepfarrt.